# Archegosauridae
De Archegosauridae zijn een familie van relatief grote en langsnuitige uitgestorven temnospondyle Batrachomorpha (basale 'amfibieën') die leefden tijdens het Perm. Het waren volledig aquatische dieren en leken metabolisch en fysiologisch meer op vissen dan op moderne amfibieën.
Een familie Archegosauridae werd in 1885 benoemd door Richard Lydekker. In de traditionele zin is deze groep parafyletisch.
Een klade Archegosauridae werd in 2000 gedefinieerd door Adam Yates en Anne Warren-Howie als de groep bestaande uit Archegosaurus, en alle Archegosauroidea nauwer verwant aan Archegosaurus dan aan Sclerocephalus. Onder veel topologieën is dit concept onbruikbaar omdat de hele Stereospondyli erbinnen zouden vallen.

## Fotogalerij

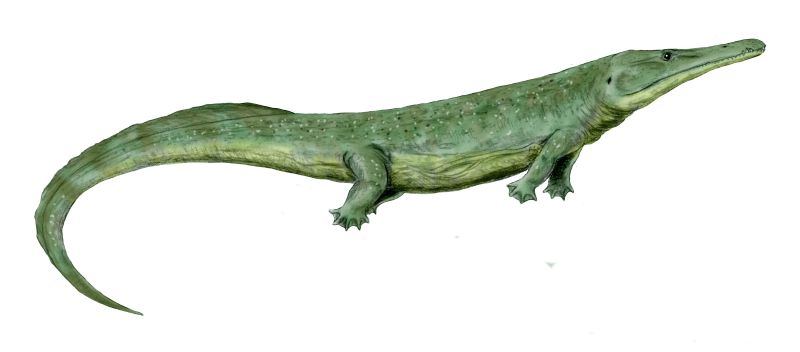
Prionosuchus
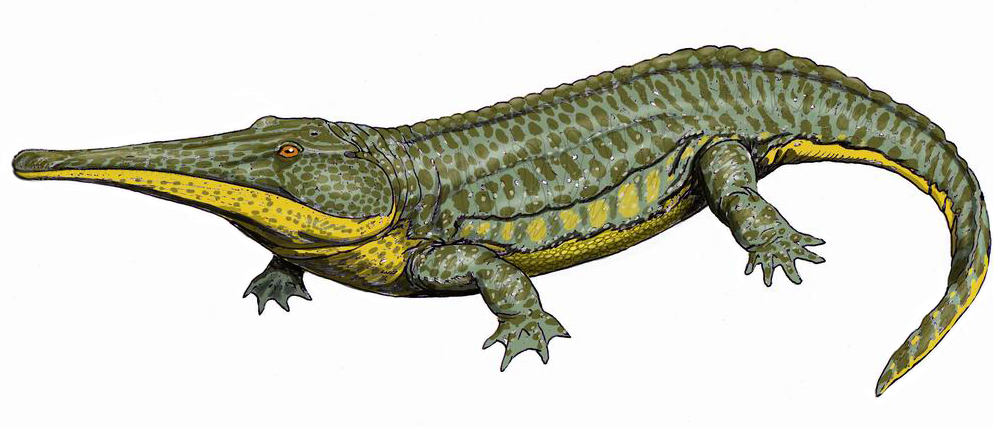
Platyoposaurus
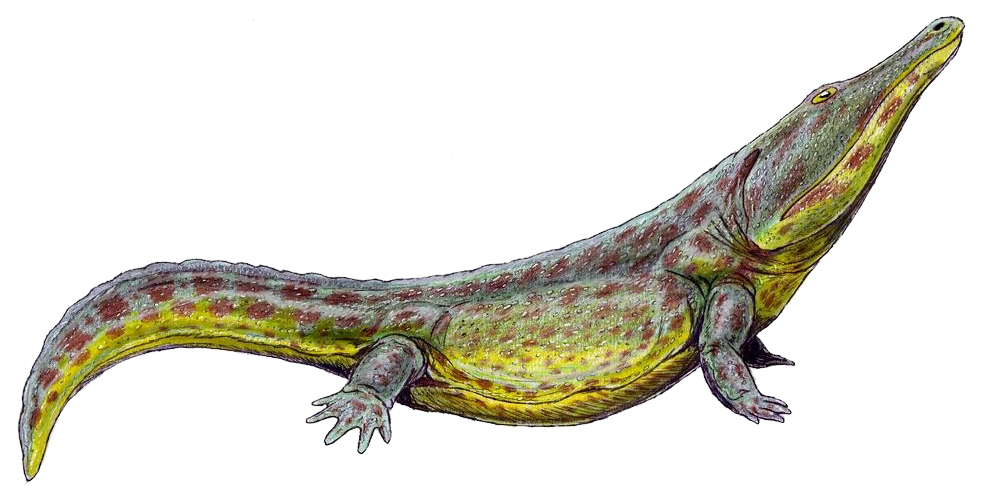
Konzhukovia
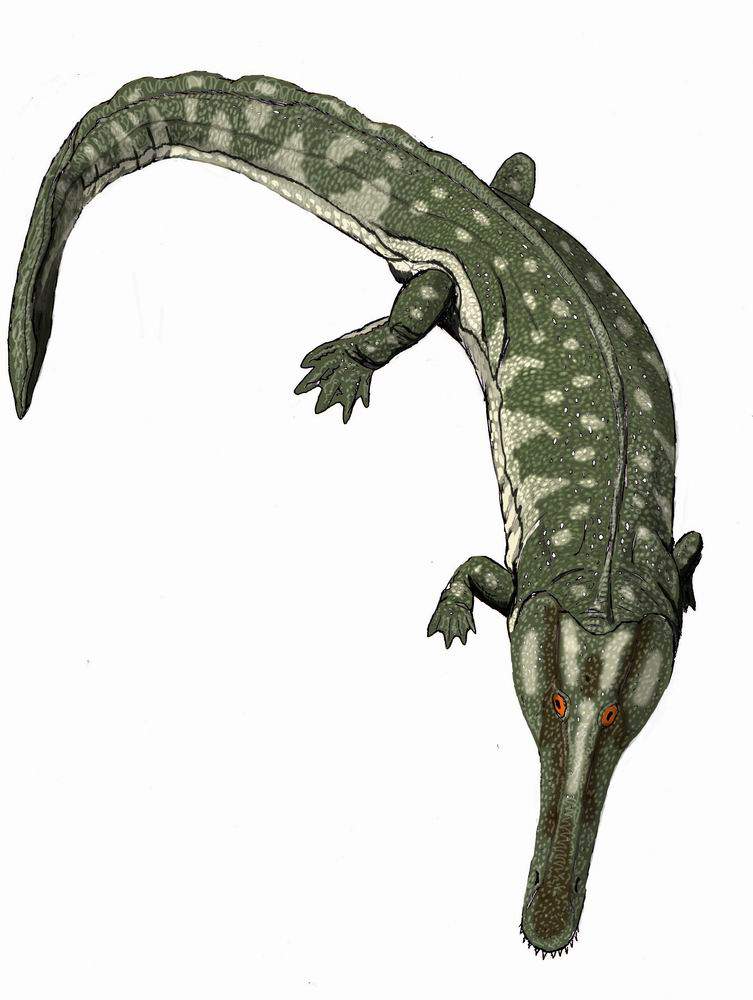
Collidosuchus
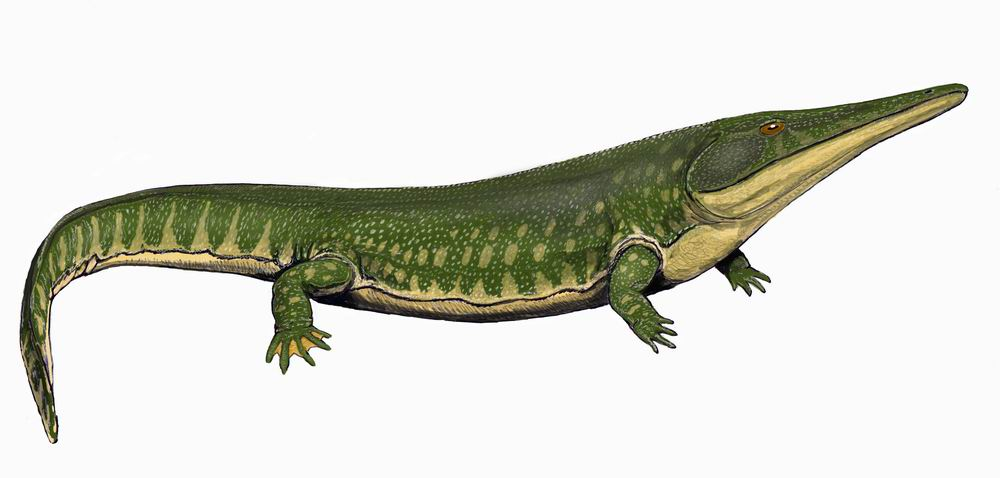
Archegosaurus

## Onderfamilies en geslachten
Platyoposaurinae
- Archegosaurus
- Bageherpeton
- Bashkirosaurus
- Collidosuchus
- Kashmirosaurus
- Platyoposaurus
- Prionosuchus

Melosaurinae
- Koinia
- Konzhukovia
- Melosaurus
- Tryphosuchus
- Uralosuchus